# Колобусові
Колобусові (Colobinae) — підродина мавп Старого Світу, що включає 10 родів і 59 видів. Підродина може поділятися на дві триби або на три групи.

## Характеристики
Це примати середніх розмірів із довгими хвостами й різноманітними кольорами. Забарвлення майже всіх молодих тварин сильно відрізняється від забарвлення дорослих. Більшість видів деревні, хоча деякі живуть більше на землі. Їх можна знайти в різних місцях проживання різних кліматичних зон (тропічні ліси, мангрові ліси, гірські ліси й савани), але не в пустелях та інших посушливих районах. Вони живуть у групах, але в їх різних формах. Також, вони майже виключно травоїдні, переважно живлячись листям, квітами й плодами; іноді їдять комах та інших дрібних тварин. Мають багатокамерні, складні шлунки, що робить їх єдиними жуйними приматами. На відміну від іншої підродини родини мавпових, Cercopithecinae, колобусові не мають защічних мішечків.
Вагітність у середньому триває від шести до семи місяців. Памолодь годується молоком близько одного року і є статевозрілою в 3–6 років. Тривалість життя становить близько 20 років.

## Класифікація
- - Підродина Colobinae
    - Група з африканських країн
      - Рід Колобус — Colobus
      - Рід Piliocolobus
      - Рід Procolobus

    - Група лангура
      - Рід Trachypithecus
      - Рід Presbytis
      - Рід Semnopithecus

    - Група дивноносих
      - Рід Pygathrix
      - Рід Rhinopithecus
      - Рід Nasalis
      - Рід Simias